# インドゥストゥリヤ・ナフテ

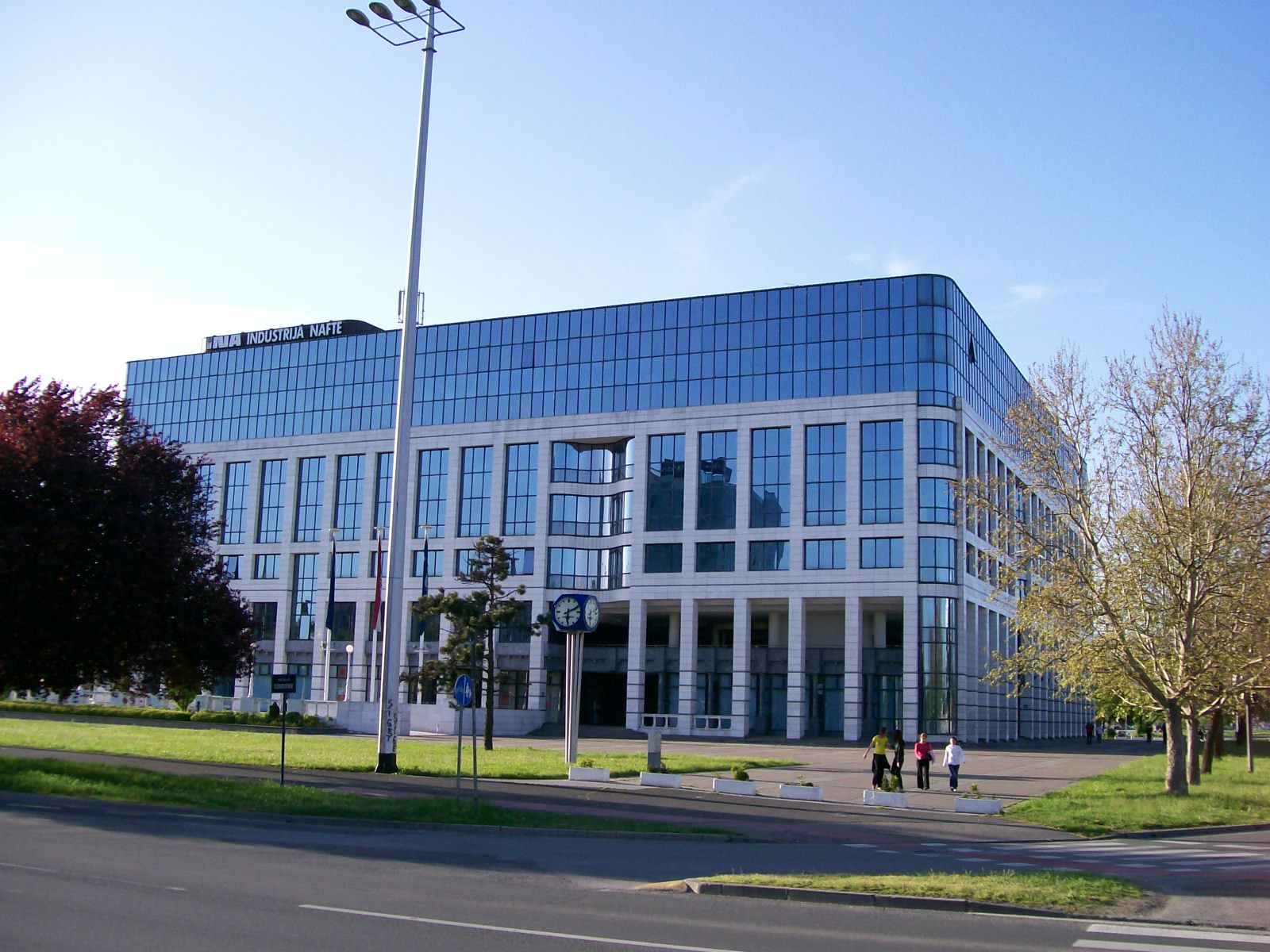
ザグレブのINA本社

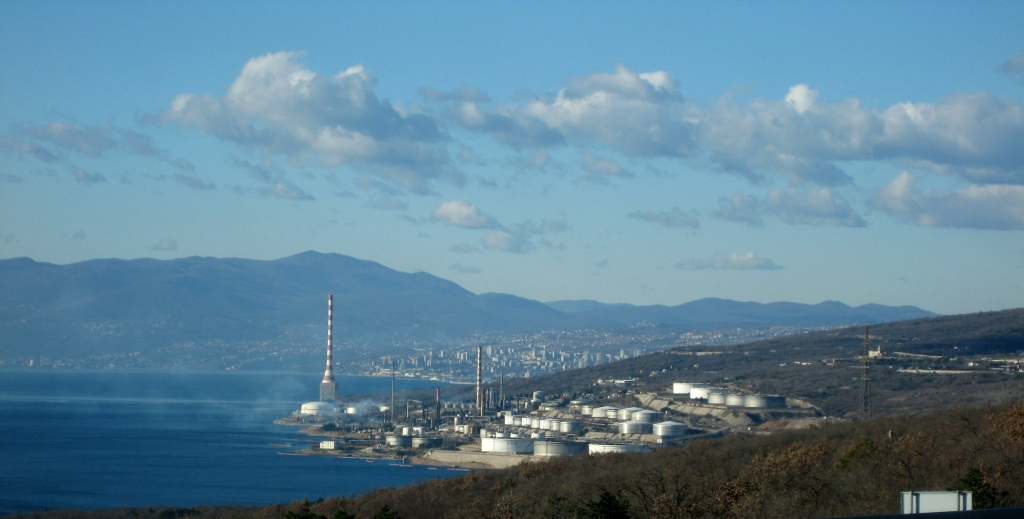
リエカ郊外のウリニィ（Urinj）にあるINAの発電所

INA-インドゥストゥリヤ・ナフテ株式会社（クロアチア語: INA - Industrija nafte, d.d.、略称 INA）は、1964年に設立されたクロアチアの半国有石油会社。株式の所有者の内訳は、ハンガリーの石油会社MOLグループ（47.16％）、クロアチア共和国政府（44.84％）、民間の投資家（8.00％）である。 INAの株式はザグレブ証券取引所に上場しており、また、旧東ドイツを通じてロンドン証券取引所にも上場している。2007年の収益は240億クーナで、INAはクロアチア最大の企業である。

## 事業内容
INA本社では、油田探査、石油・天然ガス・石油精製の生産、石油や石油製品の売買などに携わっている。INAグルパ（クロアチア語: INA Grupa）は同社の子会社グループで、液化天然ガス部門のPROplin、油井掘削部門のCrosco、技術業務部門のSTSI、潤滑剤生産部門のMaziva-Zagrebなどの子会社を擁する。また、INAは、アドリア海の石油パイプラインを運営する企業ヤドランスキ・ナフトヴォド（Jadranski naftovod、JANAF）の株式も保有している。